# Медович, Целестин
Мато Целестин Медович (хорв. Mato Celestin Medović, 17 ноября 1857, Куна Пелешацка, Австрийская империя — 20 января 1920, Сараево, Югославия) — хорватский художник.

## Жизнь и творчество
Школьное образование Мато Медович получил во францисканском монастыре на полуострове Пелешац, недалеко от родного селения. В 11-летнем возрасте (в 1868 году) будущий художник вступил во Францисканский орден и был направлен в монастырь Дубровника, где и принял монашеское имя Целестин. Именно в этом монастыре и был открыт талант нового брата к рисованию. Работы Медовича высоко оценил генерал Францисканского ордена Бернардо дель Ваго да Портогруаро (Bernardo del Vago da Portogruaro), посетивший в 1879 г. дубровницкий францисканский монастырь. По решению Портогруаро, в 1880 году Медович был направлен в Рим для продолжения образования. Там он поселился в монастыре Сан-Исидоро - признанном центре искусства назарейцев. В Сан-Исидоро учителем в живописи для Целестина Медовича становится сперва Лодовик Зейц, а затем — Джузеппе Гранди. В 1883 году молодой художник приезжает во Флоренцию и поступает в частную школу живописи Антонио Чизериа. В Италии Медович осуществляет ряд росписей в монастырях Фаэнцы, Чезены и Фуццечио. В 1886 году он, как орденский брат, был направлен в свой дубровницкий монастырь. Благодаря поддержке дубровницкой общественности и венецианского художника Эмиля Шиндлера, Медович затем получает возможность учиться в мюнхенской Академии художеств. В Мюнхене творчество хорватского художника формировалось под влиянием его учителя К. Т. фон Пилоти.
В 1893 году Медович возвращается в Дубровник и в 1895 году вступает в основанную Загребе в группу мастеров, собиравшуюся вокруг живописца Влахо Буковаца. В 1905—1907 годах Медович занимается росписью здания греко-католического собора Святой Троицы в хорватском городе Крижевцы, а позднее в католических церквях в Пожеге и Нова-Градишке. В 1895 году художник, ставший сторонником секуляризации церковных владений, выходит из францисканского ордена и в дальнейшем живёт в Загребе, а с 1898 — в родной Куне. Летние месяцы он проводит на даче в Цриквенице. В 1901 году Медович проводит совместную выставку своих работ с художником Отоном Ивековичем. Переехав в Загреб, где затем проживал до 1907 года, он вместе с другими хорватскими мастерами участвует в выставках в Будапеште, Копенгагене, Праге, Париже, Белграде, Софии и Загребе. После 1908 года художник вновь живёт в Куне, в 1912—1914 годах — в Вене. Скончался после тяжёлой болезни (воспаления лёгких) в Сараево.
Целестин Медович писал преимущественно в реалистической манере как монументальные произведения религиозного и исторического содержания, так и портреты своих современников.

## Галерея

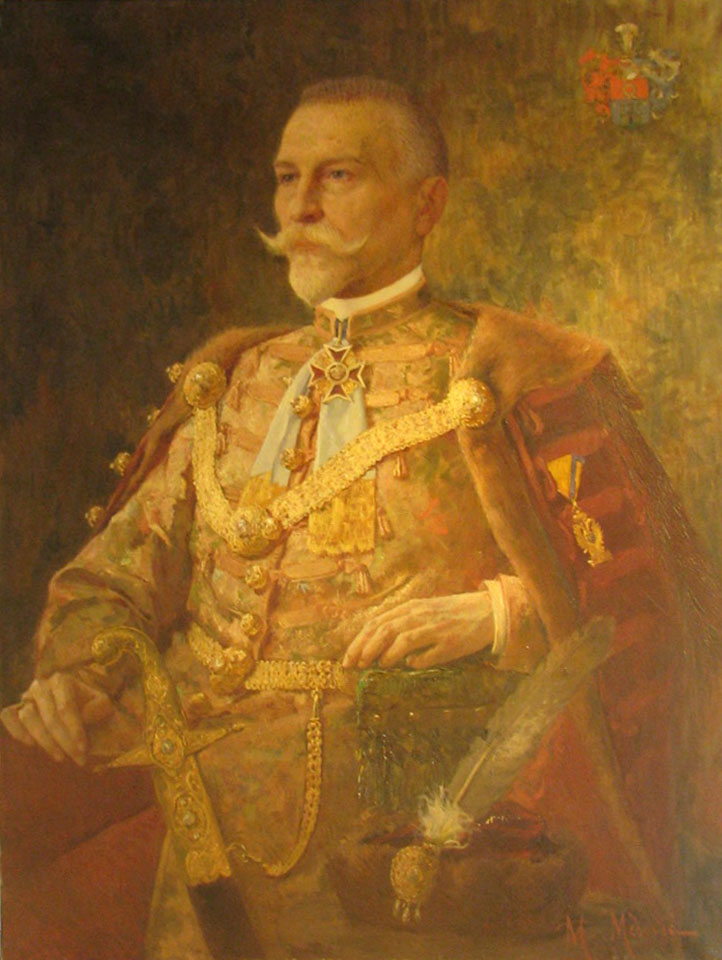
Портрет Адольфа Мошинского (1906)
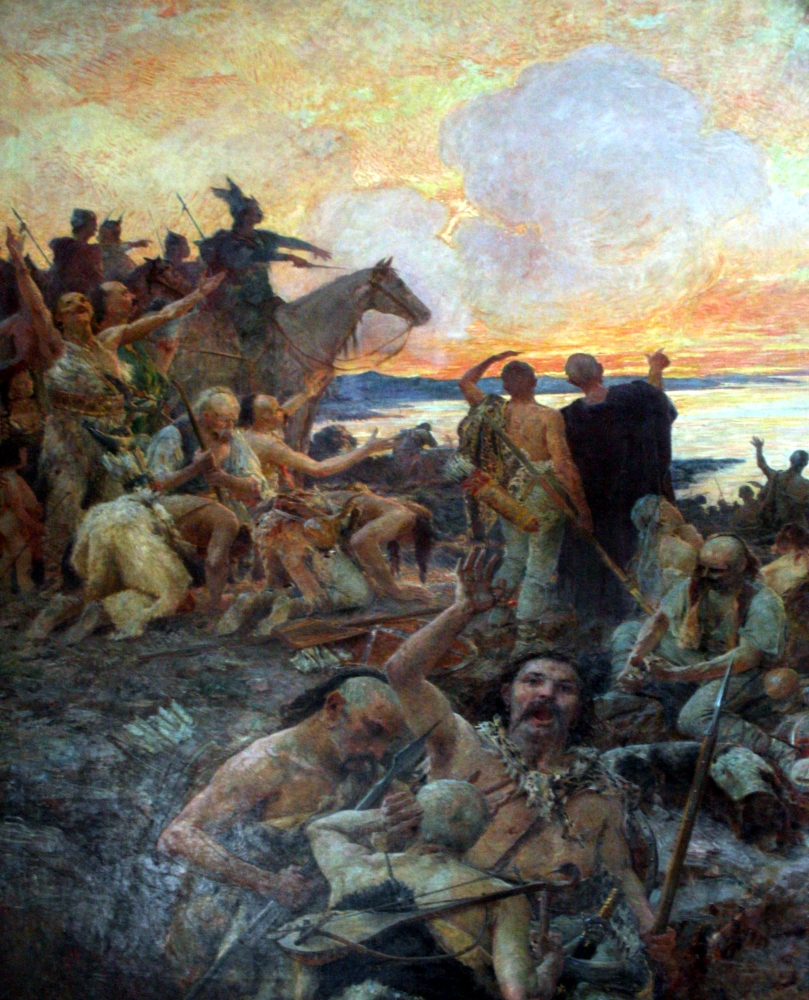
Приход хорватов (1903)
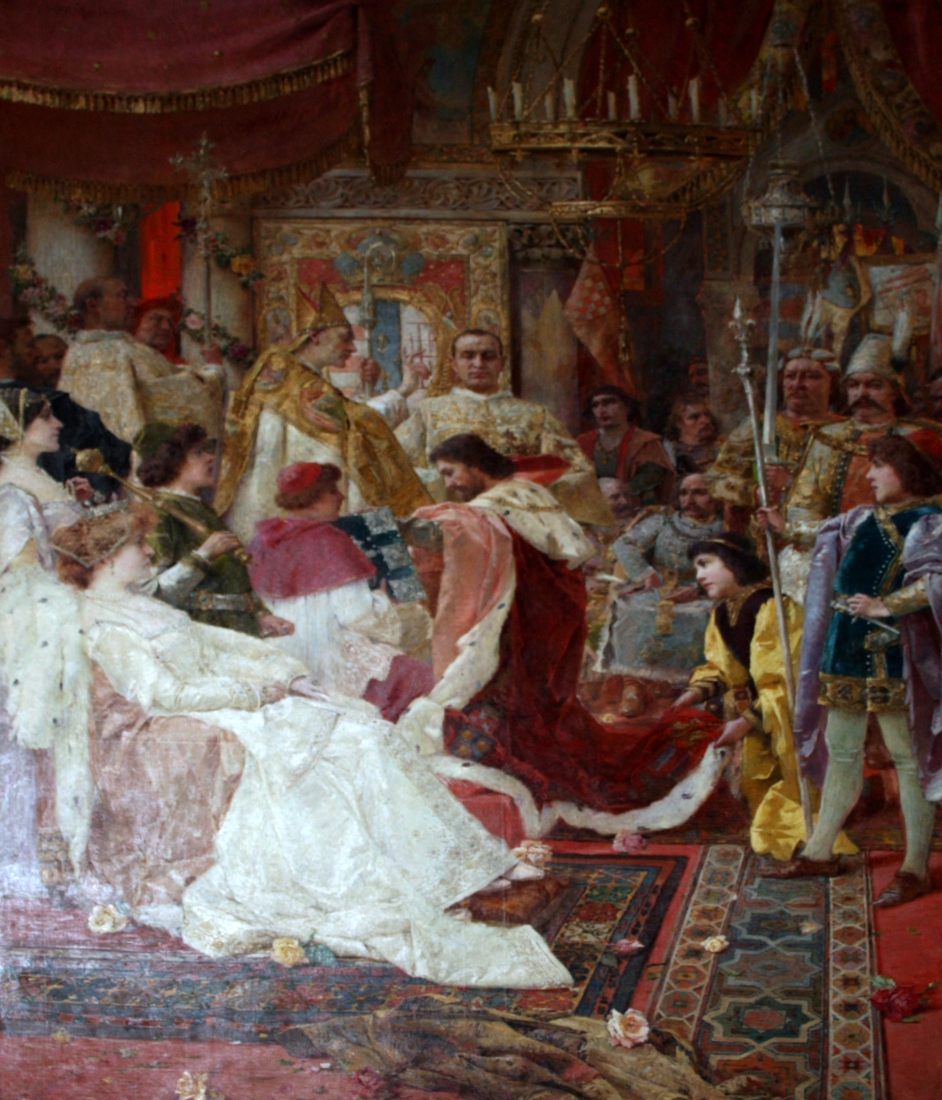
Коронация Владислава Неаполитанского в 1403 году хорватской короной
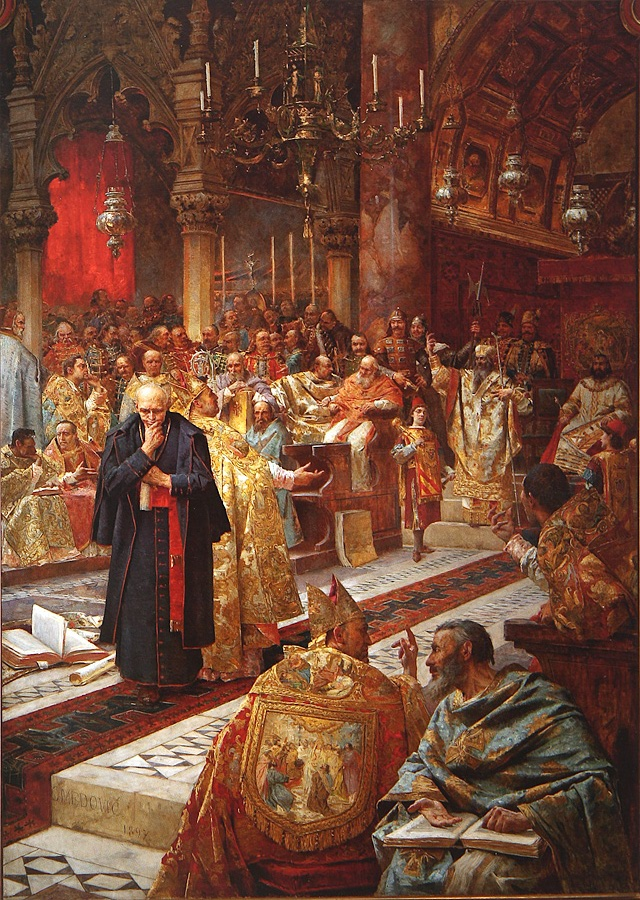
На церковном соборе в Сплите
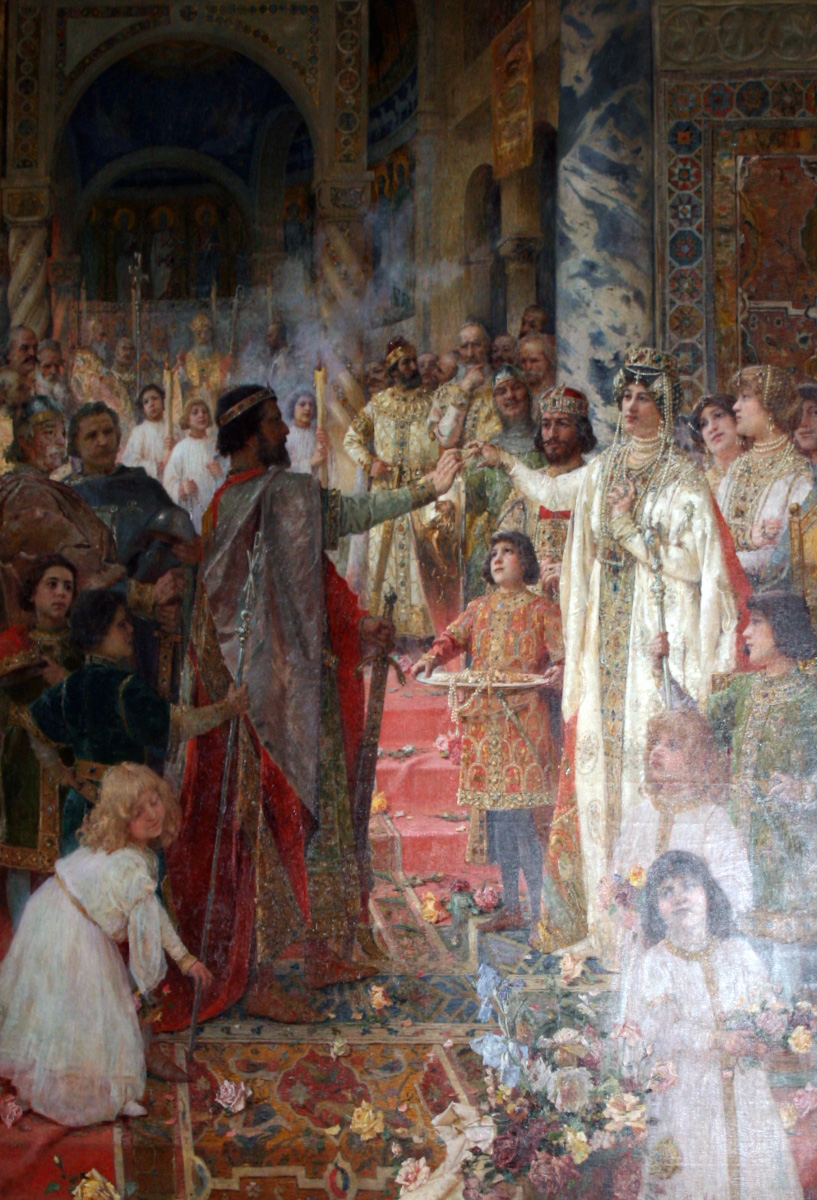
Обручение хорватского короля Звонимира
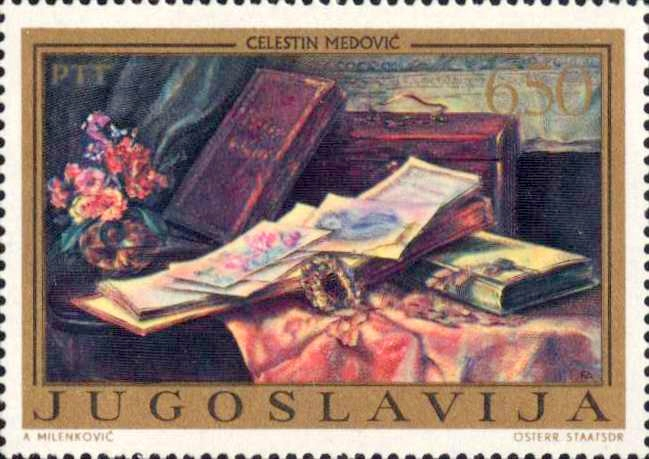
Натюрморт